# Juana Magdalena de Sajonia-Weissenfels
 Juana Magdalena de Sajonia-Weissenfels fue duquesa consorte de Curlandia y Semigalia al casar con Fernando Kettler. Su padre era Juan Jorge de Sajonia-Weissenfels.

## Vida
Juana Magdalena tenía 22 años cuando, el 26 de febrero de 1730, se casó con el duque de Curlandia y Semigalia de 74 años, Fernando Kettler (1655-1737). Se convirtió en viuda en 1737 y el matrimonio no tuvo hijos. Entonces se mudó a Leipzig como una viuda rica. Allí conoció al embajador británico Charles Hanbury Williams . [1]
Después de la muerte de su esposo, ella se comprometió con Adan Rodolfo von Schoenberg , pero murió poco antes de la boda planeada.
Su ataúd se encuentra ahora en la cripta real en el castillo Neu-Augustusburg en la Capilla del Castillo Protestante de Santa Trinidad. [2]
- Datos: Q4976419
- Multimedia: Johanna Magdalene of Saxe-Weissenfels / Q4976419